# Балка Широка (притока Березівки)
Ба́лка Широ́ка — балка (річка) в Україні у Кропивницькому районі Кіровоградської області. Ліва притока річки Березівки (басейн Південного Бугу).

## Опис
Довжина балки приблизно 6,16 км, найкоротша відстань між витоком і гирлом — 5,82 км, коефіцієнт звивистості річки — 1,06. Формується декількома струмками та загатами.

## Розташування
Бере початок у селі Широка Балка. Тече переважно на північний захід і на північно-східній околиці селища Молодіжне впадає в річку Березівку, ліву притоку річки Інгулу.

## Цікаві факти
- Від витоку балки на східній стороні на відстані приблизно 1,70 км пролягає автошлях Т 1210[3] (автомобільний шлях територіального значення в Кіровоградській та Дніпропетровській областях. Проходить територією Кропивницького, Олександрійського та Кам'янського районів через Устинівку — Долинську — Петрове — Жовті Води.).
- У XX столітті на балці існували водокачка, скотний двір та декілька газових свердловин[2].